# Juhani Pikkarainen
Juhani Elias Pikkarainen (* 30. Juli 1998 in Paimio) ist ein finnischer Fußballspieler.

## Karriere
Bevor er 2015 nach Österreich in die Akademie des FC Red Bull Salzburg wechselte, spielte Pikkarainen beim Turku PS. Zur Saison 2016/17 rückte er zwar in den Kader des Farmteams FC Liefering auf, verbrachte aber den Großteil der Saison als Kooperationsspieler beim Regionalligisten USK Anif.
Im April 2017 stand er schließlich erstmals im Kader von Liefering. Nach Saisonende endete seine Tätigkeit als Kooperationsspieler bei Anif. Sein Debüt für Liefering in der zweiten Liga gab er im September 2017, als er am 13. Spieltag der Saison 2017/18 gegen die SV Ried in der Halbzeitpause für Mahamadou Dembélé eingewechselt wurde.
Im Januar 2018 wurde er an den Ligakonkurrenten FC Blau-Weiß Linz verliehen. Zur Saison 2018/19 wechselte er zur zweitklassigen Zweitmannschaft des FC Wacker Innsbruck.
Nach einem Einsatz für die Zweitmannschaft von Wacker wechselte er im Januar 2019 zurück nach Finnland zum Erstligaaufsteiger Kokkolan Palloveikot, bei dem er einen bis Dezember 2019 laufenden Vertrag erhielt. Für Kokkola kam er zu 13 Einsätzen in der Veikkausliiga, mit dem Verein stieg er aber nach verlorener Relegation gegen den Turku PS aus der höchsten Spielklasse ab.
Daraufhin wechselte er zum Relegationssieger Turku, bei dem er einst seine Karriere begonnen hatte. In Turku erhielt er einen bis Dezember 2021 laufenden Vertrag. Nach Ablauf von diesem zog er 2022 weiter zum Vaasan PS.

## Privates
Er ist der Sohn von Tommi Pikkarainen (* 1969), der einst selbst als Fußballspieler aktiv war und danach eine Karriere als Fußballtrainer einschlug.